# پرچم پرتغال
پرچم پرتغال برای اولین بار در ۳۰ ژوئن ۱۹۱۱ به رسمیت شناخته شد. به‌عنوان پرچم غیر نظامی و پرچم استان و نشان ملی شناخته می‌شود و همچنین دارای تناسب ۲:۳ می‌باشد. این پرچم دارای ترکیب رنگ سبز و قرمز عمودی با نشان زرد رنگ در وسط می‌باشد.
نوارهای قرمز و سبز روی پرچم پرتغال در گذشته  به مسائل سیاسی ارتباط داشتند ، اما در حال حاضر این رنگها بیانگر امید و همچنین نشاندهنده خونهایی است که در دفاع از کشور ریخته شده است.
نشان ملی کشور پرتغال به صورت کروی شکل می باشد و نمایانگر ابزاری است که ملوانان پرتغالی در عصر اکتشافات استفاده می کردند. سپر پرتغالی نیز بخشی از نشان ملی کشور پرتغال می باشد وجزئی جدایی ناپذیر از پرچم این کشور در طول تاریخ بوده است. پنج عدد سپر آبی رنگ کوچک نیز بخشی از نشان ملی میباشند که در واقع نشاندهنده پنج زخم مسیح میباشد،همچنین این نشان دارای هفت قلعه است که  نشان دهنده پیروزی پرتغال بر دشمنان در زمان آفونسو سوم (Afonso III) در دهه 1200 می باشند.